# زهافا إلينبيرج
زهافا إإلينبيرج (بالإنجليزية: Zahava Elenberg)‏  وهي مهندسة معمارية أسترالية. شاركت في تأسيس «إلنبرغ فريزر» وهي تمارس الهندسة المعمارية في المعهد الملكي للتكنولوجيا في ملبورن. تخرجت إلينبيرج وحصلت على البكالوريوس في الهندسة المعمارية في عام 1998 مع مرتبة الشرف من الدرجة الأولى وفي عام 2003 حصلت على جائزة تلسترا يونغ وفي 17 ديسمبر 2003، بعد جائزة تلسترا، ألقت إلينبيرج الخطاب الرئيسي إلى 5.600 من الخريجين و 30.000 من الطلاب والموظفين والضيوف في حفل تخريج جامعة RMIT في تلسترا دوم.
عندما كانت طالبة في RMIT ، أكملت أول مشروع لها لزوجة والدها، مورى شوارتز، وهو عبارة عن مبنى لشقة ب 50 مليون على زاوية شارعي سبنسر وكولينز في وسط مدينة ملبورن. وفي عام 1998 وفي عمرها 24 قامت بعمل مشاريع أخرى لشوارتز تشمل مجمع دوكلاندز السكني الذي تبلغ تكلفته 180 مليون دولار ووترغيت بلاس ولاكروس وبرج أيبيت. تعد إلينبيرج الآن واحدة من أفضل الممارسات المعمارية والتجارية المتعددة في أستراليا. ومن مشاريعها الأخرى: سلاتيري وأبرت وزامبو ميلبورن وشانون بينيت.
قامت إلينبيرج بنشاء شركتين إضافيتين: «موف - إن» وهي شركة متخصصة في مجموعات الأثاث الجاهزة و FF & E للفنادق والشقق المخدومة والاستثمارات العقارية. و Zacamoco ، وهي شركة تطوير عقاري أُنشئت لتسليم سلسلة من مشاريع منتجع تزلج بوتيك في منطقة جبال الألب الفيكتورية، بما في ذلك هسكي فولز كريك وسانت فولز.
تخرجت إلينبيرج من المدرسة الثانوية «مارجريت ليتلي التذكارية» في عام 1990. وظهرت كجزء من حملة التسويق المدرسية وكانت مديرة لمجلس المدرسة ومؤسسة مدرسة Preshil.
تزوجت إلينبرغ وفريزر في عام 2002 ولديهما ثلاثة أطفال.

## وصلات خارجية
- إلينبيرج-Fraser website
- Move-in Furniture Packages website

]]